# Kościół Najświętszej Marii Panny na Żłobku w Krakowie
Kościół Najświętszej Marii Panny nazywany na Żłobku (łac. ad Praesepe) – XVII-wieczny kościół w Krakowie, przy dzisiejszej ulicy św. Jana, pomiędzy Rynkiem Głównym a ulicą św. Tomasza. Kościół funkcjonował do końca XVIII wieku, po czym został przebudowany najpierw na oberżę później na kino.

## Historia
Kościół powstał na miejscu kamienicy zwanej „Brogiem”, pełniącej w końcu XVI w. funkcje zboru protestanckiego i całkowicie zniszczonej podczas rozruchów w 1591.
W 1622 nieużytkowaną parcelę przejął prawem kaduka król Zygmunt III Waza, który przekazał ją Stanisławowi Lubomirskiemu. Ten po dwóch latach ofiarował ją bernardynom. Ci zbudowali tutaj najpierw drewniany kościół (z muru pruskiego), poświadczony w źródłach w 1633, który został zburzony w 1644. Na jego miejscu bernardyni dzięki fundacji Lubomirskiego wznieśli nową, murowaną świątynię, którą konsekrowano w 1648. Był to jednonawowy kościół, z fasadą od strony obecnej ul. św. Jana. Przy kościele istniała też kaplica św. Tekli. W XVII w. rozbudowywano przylegający do kościoła klasztor, stopniowo włączając do niego sąsiadujące zabudowania przy obecnych ulicach św. Jana i św. Tomasza.
W 1788 prymas Michał Poniatowski usunął stąd bernardynów i oddał kościół wraz z klasztorem bazylianom. Tych było jednak niewielu, a kościół popadł w zaniedbanie. Bazylianie odeszli stąd w 1796, a w roku kolejnym władze austriackie nakazały sprzedaż kościoła. Budynki nabył w 1801 kupiec krakowski Maciej Knotz, który w 1802 przerobił je na oberżę „Pod węgierskim królem”, później rozbudowaną o sąsiednie domy.
Dawny kościół podzielono na dwie kondygnacje. Na parterze umieszczono powozownię, a na pierwszym piętrze salę redutową, w której odbywały się popularne bale, zabawy i koncerty. W XX w. obie sale przerobiono na sale kinowe.